# Der stumme Ankläger
Der stumme Ankläger (Originaltitel: The Silent Accuser) ist ein US-amerikanisches Stummfilmdrama aus dem Jahr 1924 von Chester M. Franklin mit Eleanor Boardman in der Hauptrolle. Das Drehbuch basiert auf einer Originalstory von Jack Boyle.

## Handlung
Während Barbara Jane auf Jack wartet, mit dem sie durchbrennen will, wird sie in ihrem Schlafzimmer von Phil, einem Untermieter in ihrem Haus, belästigt, der vor Eifersucht verrückt ist. Ihre Schreie ziehen ihren alten Stiefvater an. Sie fällt in Ohnmacht und Phil verlässt das Zimmer gerade rechtzeitig, um von dem Stiefvater ertappt zu werden, den er tötet. Jacks Hund Peter wird durch das Fenster Zeuge des Mordes. Phil entkommt und Jack kommt gerade rechtzeitig, um in eine kompromittierende Lage zu geraten. Er wird wegen Mordes verhaftet und angeklagt. 
Peter gewinnt das Vertrauen eines Gefängniswärters und überbringt Nachrichten zwischen Jack und Barbara. Als Jack entkommt, hält Peter die Wachen auf. Barbara, Jack und Peter überqueren die Grenze. In einer mexikanischen Stadt erkennen sie Phil. Barbara lockt Phil zu ihrem Versteck, als Peter losbricht und den Bösewicht verfolgt. Nach einer langen Verfolgungsjagd kann Peter Phil schließlich in Schach halten, bis die Behörden eintreffen, woraufhin er das Verbrechen gesteht.

## Veröffentlichung
Die Premiere des Films fand im November 1924 statt. 1925 kam er im Deutschen Reich und in Österreich in die Kinos.

## Kritiken
Mordaunt Hall von der The New York Times befand, Peter stehle allen die Schau, da der Held und die Heldin ihm lediglich eine angemessene Unterstützung seien.
Tom Waller schrieb in der Moving Picture World, der Filmhund Peter gebe eine wunderbare Vorstellung in diesem spannenden Drama.
Der Kritiker des TV Guide sah ein uneinheitliches Melodram.